# Hermann Wagemann
Hermann Wagemann (* 7. Dezember 1906 in Berlin; † 31. Mai 1984 in Rostock) war ein deutscher Schauspieler.

## Leben
Hermann Wagemann wurde als Sohn einer katholisch-bürgerlichen Familie in Berlin geboren. Nach Abschluss seiner Schulzeit arbeitete er mit Erfolg als Englisch-, Französisch- und Spanischkorrespondent im Exportwesen. Nach zweieinhalbjährigem Schauspielunterricht in Berlin bei Fridel Leonhard und Privatunterricht bei Lilly Ackermann legte er erst mit 34 Jahren die Bühnenreifeprüfung ab. Seine erste Station war das Theater in Bautzen. Krieg und Gefangenschaft unterbrachen die Theaterlaufbahn. Von Anfang 1946 bis Mitte 1949 spielte er in Eisleben, anschließend schlossen sich zwei Jahre bei Kurt Jung-Alsen in Altenburg an und schließlich ging von 1951 bis 1955 sein Weg durch Berlin, über das Berliner Ensemble, das Maxim Gorki Theater und das Deutsche Theater. Dann ging Hermann Wagemann an das Volkstheater Rostock, dessen Ensemble er fast drei Jahrzehnte treu blieb. Dieses Haus ehrte ihn 1971 mit dem Conrad-Ekhof-Ring.

## Darstellung Wagemanns in der bildenden Kunst der DDR
- Manfred Zoller: Schauspieler H. Wagemann (1981, Öl auf Hartfaser; ausgestellt auf der IX. Kunstausstellung der DDR)

## Filmografie
- 1952: Frauenschicksale
- 1952: Schatten über den Inseln
- 1953: Anna Susanna
- 1953: Die Unbesiegbaren
- 1954: Alarm im Zirkus
- 1955: Hotelboy Ed Martin
- 1956: Genesung
- 1956: Eine Berliner Romanze
- 1957: Schlösser und Katen
- 1964: Die Hochzeit von Länneken
- 1967: Die Fahne von Kriwoj Rog
- 1968: Ich war neunzehn
- 1969: Rendezvous mit unbekannt (Fernsehserie)
- 1972: Laut und leise ist die Liebe
- 1972: Die große Reise der Agathe Schweigert (Fernsehfilm)
- 1980: Am grauen Strand, am grauen Meer (Fernsehfilm)
- 1982: Das Mädchen und der Junge (Fernsehfilm)

## Theater

### Schauspieler
- 1949: Johann Wolfgang von Goethe: Faust. Eine Tragödie (Faust) – Regie: Kurt Jung-Alsen (Landestheater Altenburg)
- 1953: Julius Hay: Der Putenhirt (Maschinist Petras) – Regie: Fritz Wendel (Deutsches Theater Berlin – Kammerspiele)
- 1953: Friedrich Wolf: Thomas Müntzer, der Mann mit der Regenbogenfahne – Regie: Wolfgang Heinz (Deutsches Theater Berlin)
- 1953: Maxim Gorki: Ssomow und Andere – Regie: Wolfgang Langhoff (Deutsches Theater Berlin)
- 1954: Friedrich Schiller: Don Carlos (Herzog Alba) – Regie: Wolfgang Langhoff (Deutsches Theater Berlin)
- 1956: Bertolt Brecht: Der gute Mensch von Sezuan (Wasserverkäufer Wang) – Regie: Benno Besson (Volkstheater Rostock)
- 1956: William Shakespeare Antonius und Cleopatra (Enobarbus) – Regie: Hanns Anselm Perten (Volkstheater Rostock)
- 1956: Gerhart Hauptmann: Magnus Garbe (Magnus Garbe) – Regie: Gotthard Müller (Volkstheater Rostock)
- 1957: Carl Zuckmayer: Gesang im Feuerofen – Regie: Karlheinz Bieber (Volkstheater Rostock)
- 1959: Kurt Barthel: Klaus Störtebeker (Goedeke Michael) – Regie: Hanns Anselm Perten (Rügenfestspiele Ralswiek)
- 1961: Walter Hasenclever/Kurt Tucholsky: Christoph Columbus (Christoph Columbus) – Regie: Hanns Anselm Perten (Volkstheater Rostock)
- 1962: Georg Büchner/(Kurt Barthel): Dantons Tod (Barère) – Regie: Hanns Anselm Perten (Volkstheater Rostock)
- 1963: Edmund Morris: Die hölzerne Schüssel (Großvater) – Regie: Aleksander Rodziewicz (Volkstheater Rostock – Kleines Haus)
- 1966: Thomas Wolfe: Willkommen in Altamont – Regie:Georg Lichtenstein (Volkstheater Rostock)
- 1967: Utpal Dutt: Unbesiegbares Vietnam (Dr. Van Vinh) – Regie: Hanns Anselm Perten (Volkstheater Rostock)
- 1967: Peter Weiss: Gesang vom Lusitanischen Popanz – Regie: Hanns Anselm Perten (Volkstheater Rostock)
- 1969: James Baldwin: Blues für Mister Charlie  (Pappa D.) – Regie: Hanns Anselm Perten (Volkstheater Rostock)
- 1971: Hans José Rehfisch: Strafsache Doktor Helbig  (Rodemann) – Regie: Siegfried Böttcher (Volkstheater Rostock)
- 1975: Rolf Hochhuth: Lysistrate und die NATO  (Wirt) – Regie: Hanns Anselm Perten (Volkstheater Rostock)
- 1977: Claus Hammel: Das gelbe Fenster, der gelbe Stein  (Landarzt) – Regie: Hanns Anselm Perten (Volkstheater Rostock)

### Regie
- 1960: Samuil Aljoschin: Alles bleibt dem Menschen (Volkstheater Rostock – Kleines Haus)

## Hörspiele
- 1951: Johann Wolfgang von Goethe: Egmont (Soest, Krämer) – Regie: Kurt Jung-Alsen (Hörspiel – Mitteldeutscher Rundfunk)
- 1955: Leonhard Frank: Die Kurve (Chauffeur) – Regie: Erich-Alexander Winds (Hörspiel – Rundfunk der DDR)
- 1964: K. M. Walló: Die Prinzessin mit dem goldenen Stern (Alter König) – Regie: Renate Thormelen (Kinderhörspiel – Litera)

## Auszeichnungen
- 1972: Conrad-Ekhof-Ring[2]
- 1974: Ehrenmitgliedschaft der Rostocker Bühnen